# Константин Тренчев
 Тази статия е за профсъюзния деятел.  За революционера от Берово вижте Константин Тренчев (общественик).  
Константин Тренчев е български профсъюзен деятел, общественик.

## Биография
Роден е в 1955 година в Стара Загора. И по бащина, и по майчина линия по произход е от Банско.
Преди 1989 година заедно с още няколко български дисиденти развива дейност в Независимото дружество за защита правата на човека. Той е инициатор и основател на първия опозиционен синдикат в България – Конфедерацията на труда „Подкрепа“.
Той е и един от основателите на СДС, в периода 1990 – 1991 година става член на Националния координационен съвет на СДС. През 2005 година е награден с орден „Стара планина“ – първа степен по случай 50-годишния му юбилей и за заслугите му в обществения живот.
Завършил е медицина в София и преподава във ВМИ – Стара Загора.